# Antonio Morales Barreto
Antonio Morales Barretto, conocido como Júnior (Manila; 10 de septiembre de 1943-Torrelodones; 15 de abril de 2014), fue un cantante, cantautor y actor hispano-filipino, componente de los grupos musicales españoles Los Pekenikes, Los Brincos y Juan y Junior, muy populares durante la década de 1960.

## Biografía
Nació en Manila, Filipinas, el 10 de septiembre de 1943 en plena Segunda Guerra Mundial, durante la ocupación japonesa del archipiélago, hijo del español Antonio Morales Majó (1915-2007), y de la filipina Carmen Barretto Valdés (1914-2012). Era el mayor de cinco hermanos —Antonio, Enrique, Carlos, Miguel y Ramón. Hablaba tres idiomas: su natal tagalo, español e inglés.
Desde muy pequeño comenzaron a llamarle Junior, para diferenciarlo de su padre. A los 15 años su familia se trasladó a Barcelona y más tarde a Madrid.
Estuvo en un equipo de fútbol de barrio durante un año. Después, viendo que no era su fuerte, se apartó de él y no volvió a intentarlo.
En 1958 formó parte de los Jump, grupo pionero español de las guitarras eléctricas. Posteriormente fue llamado por Los Pekenikes para ser el cantante del grupo, grabando tres EP con ellos antes de dejarles. Formó parte del grupo Los Brincos junto con Juan Pardo. Sus hermanos Miguel Morales y Ricky Morales se incorporaron a Los Brincos años después de su marcha. Posteriormente, junto con Juan Pardo, forma el dúo Juan y Junior, del que acaba separándose dos años después, comenzando su carrera en solitario.
En sus inicios tuvo éxito, incluso participó en las películas Me enveneno de azules y Pepa Doncel, ambas de 1969. Entre sus primeros temas destacados están «Todo porque te quiero», en 1969; «Perdóname» y el tema inglés «The Snake», en 1973.
En 1977 sus éxitos fueron una variedad, incluso la versión de «The Fool on the Hill», de John Lennon y Paul McCartney; y «Cheek to Cheek», ambas incluidas en el LP titulado Junior en 1976. Además hay que destacar otros temas como «Fue su voz» y «Vuelve a mi isla», temas de su propia inspiración. En 1979 decidió poner punto final a su trabajo y se dedicó a cuidar de sus hijos y manejar la carrera de su esposa.
La década de los años 80 continuó con su carrera fuera de España, después de otro receso musical por el nacimiento de su hija, fuera parte en su país para recoger los triunfos del disco Locura de amor.
En 1979, volvió a su país natal para grabar tres discos en tagalo durante los años 80, y tres películas: Good Morning, Sunshine (1980), Bongga ka Day (1980) y Disco Madhouse (1980). Yakap es su canción más popular y con más éxito en el país.
En 2006 pasó momentos difíciles tras el fallecimiento de su esposa Rocío Dúrcal.
Su padre, Antonio Morales Majó (1915-2007), falleció a los 92 años. Su madre, Carmen Barretto Valdés (1914-2012), falleció a los 97 años.
Sus sobrinas —hijas de su primo materno Miguel— son las actrices Gretchen Barretto, Claudine Barretto y Marjorie Barretto.

## Vida personal
El 15 de enero de 1970 se casó con Rocío Dúrcal y tuvieron tres hijos, entre ellos la actriz Carmen Morales y la cantante Shaila Dúrcal.

## Controversias
En noviembre de 2008 se publicaron sus memorias, con el título Mucho antes de dejarme, en donde reconoció haberle sido infiel a su mujer, y cuenta su vida desde su infancia en Manila.

## Fallecimiento
Falleció el 15 de abril de 2014 a los 70 años de edad en la población madrileña de Torrelodones. Su jardinero encontró su cuerpo tendido en su habitación y su autopsia reveló que murió por causas naturales. Su cuerpo fue incinerado y sus cenizas permanecen en su casa de Torrelodones, junto a parte de las cenizas de su esposa.

## En la ficción
En España, el 27 y 28 de diciembre de 2011, Telecinco emitió dos capítulos sobre la vida de Rocío Dúrcal, interpretada por la actriz Norma Ruiz, bajo el título de Rocío Dúrcal, volver a verte. El reparto lo completarían Josep Linuesa interpretando a Antonio Morales, Ana Rujas en el papel de Shaila Dúrcal, Sandra Blázquez en el papel de Carmen Morales, Adrián Viador encarnando a Antonio Morales de las Heras y Luisa Martín y Helio Pedregal encarnando a los padres de Rocío Dúrcal.
El telefilme comienza en 1965 con el rodaje de Más bonita que ninguna, donde se conocen, y finaliza en 2006, fecha en la que fallece la cantante.